# 南極研究科學委員會

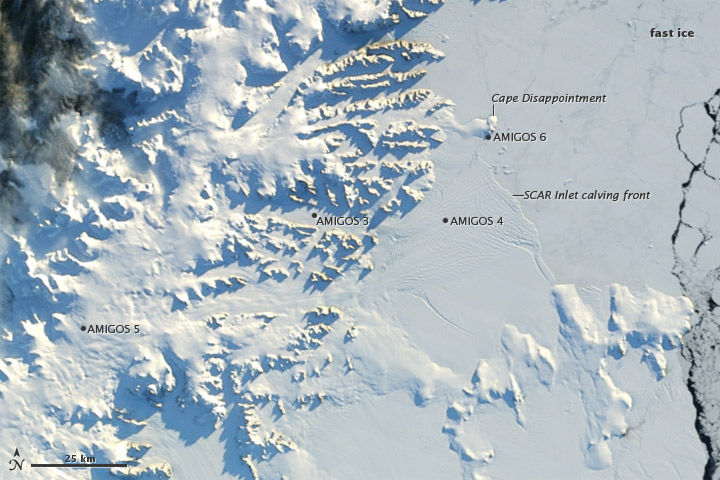
以南極研究科學委員會命名的斯卡灣，於2002年即將消失的拉森B冰棚的殘餘部分位於其中。

南極研究科學委員會（英語：Scientific Committee on Antarctic Research）是一所跨學科、隸屬國際科學理事會的科研機構。

## 歷史
該委員會成立於1958年2月，以繼續國際地球物理年（1957年至1958年）開始的南極科學研究活動。該委員會亦負責南極洲地區科學研究的發起、發展與協調工作，其科學事務由常設科學小組進行。南極研究科學委員會主要向南極條約協商會議和其他組織提供科學建議，內容多關於影響南極洲與南冰洋管理的科學與保護事宜。歷年來，委員會就各種事項提出了許多建議，但被納入南極條約體系者甚少。

## 組織及活動
南極研究科學委員會由一個執行委員會進行領導、統籌工作，另設一個秘書處負責日常運作。有多個團體附屬於執行委員會之下，負責研究、提供專業意見及相關支援行動等工作。該會的秘書處位於英國劍橋的史考特極地研究中心。秘書處由三人組成，包括一名執行總裁、一名執行幹事及一名行政助理。至於執行委員會，則由一名主席、四名副主席以及秘書處的行政總裁組成。主席及副主席任期皆為四年，最多連任一次；而主席在卸任後的首兩年仍留任為執行委員會成員。
「南極研究科學委員會代表大會」每逢偶數年舉行，以決定重大行政事宜及／或選出新一屆執行委員會；而執行委員會則每逢奇數年份舉行一次會議。自2004年起，南極研究科學委員會在偶數年的代表大會舉行前，召開「公開科學會議」（Open Science Conference），提請注意南極問題。
2002年，南極研究科學委員會獲得阿斯圖里亞斯親王獎。

## 設立獎項
自2006年起，南極研究科學委員會每兩年頒發三枚獎牌，以表彰在南極洲與南冰洋的卓越研究和對南極地區的卓越服務，包括「南極研究卓越獎」、「國際科學協調獎」及委員會主席頒發的「傑出成就獎」。獎項於每屆「公開科學會議」上頒發，旨在獎勵對南極地區有所貢獻的人士，作為後來者的榜樣。

## 外部連結
- 官方網站（页面存档备份，存于）